# Bogurad
Bogurad, Bogured – staropolskie imię męskie złożone z członów Bog- ("Bóg", ale pierwotnie "los, dola, szczęście") i -rad ("być zadowolonym, chętnym, cieszyć się"). Mogło zatem oznaczać "ten, który jest pozytywnie nastawiony do Boga" albo "ten, który cieszy się szczęściem".
Bogurad imieniny obchodzi 24 lutego, 28 lutego, 28 maja.
Podobne imiona: Bogdał, Bogdaj, Bogdasz, Bogudar, Boguchwał, Bogumił, Bogumysław, Bogusąd, Bogusław, Bogwiedz.